# Dolnji Kot
Dolnji Kot este o localitate din comuna Žužemberk, Slovenia, cu o populație de 37 de locuitori.